# Yaxschá
Yaxschá är en ort i Mexiko.   Den ligger i kommunen Salto de Agua och delstaten Chiapas, i den sydöstra delen av landet, 800 km öster om huvudstaden Mexico City. Yaxschá ligger 76 meter över havet och antalet invånare är 131.
Terrängen runt Yaxschá är huvudsakligen kuperad, men den allra närmaste omgivningen är platt. Yaxschá ligger nere i en dal. Runt Yaxschá är det ganska tätbefolkat, med 54 invånare per kvadratkilometer. Närmaste större samhälle är Belisario Domínguez, 17,7 km nordost om Yaxschá. Trakten runt Yaxschá består till största delen av jordbruksmark.